# Щитоопашни змии
Щитоопашните змии (Uropeltidae) са семейство влечуги от разред Люспести (Squamata).
Таксонът е описан за пръв път от Йоханес Петер Мюлер през  година.

## Родове
- Brachyophidium
- Melanophidium
- Platyplectrurus
- Plectrurus
- Pseudoplectrurus
- Rhinophis
- Teretrurus
- Uropeltis